# Мрочек, Вацлав Ромуальдович
Вацлав Ромуальдович Мрочек (декабрь 1879, Житомир — 27 августа 1937, Ленинград) — писатель, педагог, историк науки, профессор, один из ближайших сотрудников Н. А. Морозова по институту им. П. Ф. Лесгафта, активный помощник Н. А. Морозова в его историко-научных исследованиях, поляк. Заместитель председателя комиссии по технической математике в Академии Наук.

## Биография
В декабре 1879 года — родился в Житомире, в дворянской семье отставного поручика. С 1897 по 1904 годы — учился в Санкт-Петербургском университете на физико-математическом факультете.
В 1901 и 1903 годах был арестован за участие в студенческих забастовках. С 1904 по 1917 годы состоял в партии эсеров. С 1918 по 1924 годы состоял в партии большевиков (вышел из партии добровольно с правом возвращения).

### Работа
С 1905 по 1912 годы — преподает в реальном училище и гимназии математику и физику;
С 1912 по 1918 годы — ведёт высшую математику на политехнических курсах;
С 1918 по 1923 годы — преподаёт на высших кавалерийских курсах.
С 1920 по 1930 годы — профессор на кафедре технической математики Высших педагогических курсов
С 1930 года — старший научный сотрудник научно-исследовательского института им. П. Ф. Лесгафта.
С 1920 года — в течение ряда лет вёл курсы «История школ и педагогических систем», «История и методология точного знания».
В 1930-е годы — читал лекции по истории техники, по методике математики и технической математике в разных ВТУЗах Ленинграда и в Педагогическом институте им. А. И. Герцена.
С 1930 по 1937 годы — состоял в штате отделения прикладной астрономии Научного института им. П. Ф. Лесгафта, выполняя там ряд исторических исследований по заданию Н. А. Морозова.
С 1925 по 1930 годы — возглавлял «Кружок по истории и методологии точного знания», позднее влившийся в «Общество математиков-материалистов при Комакадемии».
С 1930 по 1931 годы — входил в президиум «Общество математиков-материалистов при Комакадемии».
В 1931 году — организовал и возглавил в Доме ИТР им. В. М. Молотова секцию марксистской истории техники (СМИТ).
В 1934 году — его назначили заместителем директора по учебной части организованного в это время университета Истории науки и техники (при доме техпропаганды НКТП).
С 1933 по 1934 год — был заместителем председателя комиссии по технической математике в Академии Наук.

### Уголовное дело
5 августа 1937 года — арестован;
25 августа 1937 года — осужден комиссией НКВД и прокуратуры СССР по статье 58-10-11 УК РСФСР;
27 августа 1937 года — расстрелян в Ленинграде.

## Научная деятельность

### Сферы научных интересов
В области истории науки и техники Мрочека интересовали проблемы истории счисления и измерения, создания технических таблиц и справочников, взаимоотношения истории и техники в XVI—XVIII вв., зарождение исследований электрических и магнитных явлений, история электрического телеграфирования.
В течение нескольких лет с 1920 года — вел курсы «История школ и педагогических систем», «История и методология точного знания».

### Научные публикации
Опубликовал ряд научно-педагогических работ:
- «Прямолинейная тригонометрия и начала теории гониометрических функций» (1908, 1913)[3],
- «Педагогика математики» (1910)[4];
- «Арифметика в прошлом и настоящем» (1912);
- «Три периода школьной физики» (1913);
- «Школьные математические кабинеты» (1913);
- «Панамский канал» (1914);
- «Мосты прежде и ныне» (1915);
- «Болезни металлов» (1915);
- «Материалы по реформе профессиональной школы» (1924);
- «Подготовка технико-педагогических кадров»;
- «Техническая математика» (1931);
- «Возникновение и развитие теории вероятностей» (1934).

Написал свыше 50 статей в трудах съездов и научных журналах, перевёл и отредактировал учебники:
- Вентворт Г. и Рид Е. «Начальная арифметика» (1912);
- Лезан Ш. «Введение в математику» (1913)[5];
- Гильом Ш. «Введение в механику» (1913);
- Филипс Э. и Фишер И. «Элементы геометрии» (1913, 1918).